# Neoclytus irroratus
Neoclytus irroratus là một loài bọ cánh cứng trong họ Cerambycidae.